# Grevillea didymobotrya
Espèce
Classification phylogénétique
Grevillea didymobotrya est une espèce d'arbuste de la famille des Proteaceae endémique du sud-ouest de l'Australie-Occidentale. Il atteint généralement entre 1 et 3 mètres de hauteur et produit ses fleurs entre août et décembre (fin de l'hiver au début de l'été) dans son aire de répartition naturelle. Ses infloresences sont de couleur crème ou jaune. Les feuilles font de 1 à 12 cm de long et de 1 à 9 mm de large.
L'espèce a été décrite pour la première fois par Carl Meissner dans Prodromus en 1856, à partir d'échantillons recueillis par James Drummond.
On en distingue deux sous-espèces:
- Grevillea didymobotrya subsp. didymobotrya et
- Grevillea didymobotrya subsp. involuta.